# Sigisbée

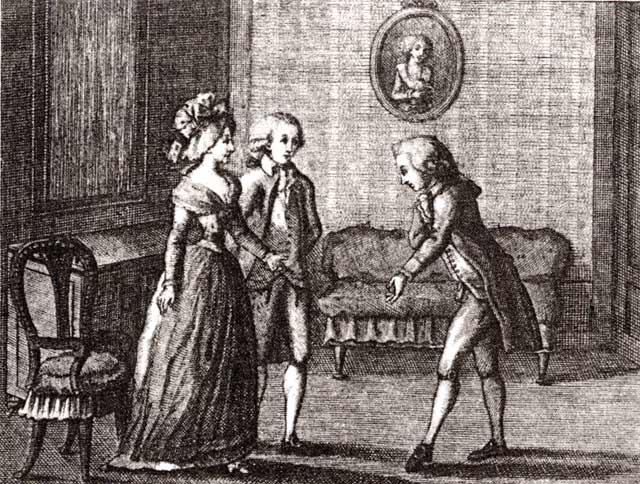
Luigi Ponelato, Il cicisbeo, illustration d'une édition des œuvres théâtrales de Carlo Goldoni, 1790.

Un sigisbée, ou chevalier servant, est un homme qui, dans la noblesse de l'Italie du XVIIIe siècle, accompagnait officiellement et au grand jour une dame mariée.
Cette coutume, outre qu'elle soulevait des problèmes liés à la fidélité conjugale et à la légitimité des filiations, contribua à donner une image négative de la morale des Italiens. C'est pour cette raison qu'au cours de la première moitié du XIXe siècle, les patriotes du Risorgimento condamnèrent cette pratique, déjà en net recul à la suite de l'introduction en Italie des idées de la Révolution française, et y mirent un terme.

## Historique
Le sigisbée, amant de cœur et très souvent amant tout court, était le plus souvent un jeune homme servant de compagnon attitré à une femme mariée, pour l'escorter à des spectacles, participer à des dîners et l'accompagner en l'absence de son époux.
Selon Stendhal (dans Promenades dans Rome), l'usage voulant que de jeunes épouses d'hommes souvent largement plus âgés qu'elles puissent se faire ainsi accompagner serait tout d'abord italien, puis espagnol et enfin français. Le marquis d'Argens, vers 1735, considère que « toutes les dames » d'Italie ont leur(s) sigisbée(s). Dans La Chartreuse de Parme, Stendhal relève aussi que « quelquefois le nom du sigisbée choisi par la famille du mari occupait une place honorable dans le contrat de mariage ». Le sigisbée est parfois un ami ou un familier du mari, parfois simplement un jeune homme dont il tolère la présence. La mode de s'afficher avec un sigisbée tomba en désuétude en Italie après qu'Eugène de Beauharnais (fils de l'impératrice Joséphine et de son premier mari, Alexandre de Beauharnais, et vice-roi d'Italie), fils adoptif de Napoléon Ier (il gouverna l'Italie pour le compte de ce dernier au tout début du XIXe siècle), eut banni de sa cour toute femme se présentant accompagnée par un autre homme que son mari.
Giovanni Verri (1745-1818), le jeune frère des écrivains Pietro Verri et Alessandro Verri et de l'agronome et homme politique Carlo Verri, était un libertin milanais du XVIIIe siècle, qui menait dans la haute société milanaise une vie oisive et dissolue. Il fut l'un de ces sigisbées qui accompagnaient officiellement et au grand jour des dames mariées, s'accommodant fort bien de cette coutume de la noblesse italienne de l'époque, et prenant son rôle de chevalier servant tellement à cœur qu'il est considéré comme le père présumé de l'écrivain Alessandro Manzoni.
Le sigisbée se présente souvent comme le soupirant de l'épouse, rendue inaccessible par son état marital, mais il devient parfois son amant. Dans ce cas, le mari peut souhaiter sa présence et lui accorder une chambre, voire un petit appartement en son logis, afin que le sigisbée serve de duègne. L'épouse a ainsi un amant attitré, qui écarte les autres soupirants. Dans sa Lettre XXXIV du second tome de ses Lettres juives, Boyer d'Argens considère que « les époux comptent sur la fidélité des Sigisbées, encore plus que sur celle de leurs femmes. L’amitié qui les unit, leur paroît un frein infaillible, pour arrêter les feux dont ils pourroient brûler ».
Le sigisbée permet aussi au mari, en l'absence de son épouse, de recevoir des amis et de se livrer, en la galante compagnie de courtisanes ou de simples prostituées, voire avec d'autres épouses accompagnées de leurs sigisbées, à des débauches plus ou moins tolérées par la maîtresse de maison.
Le sigisbée permet aussi à la dame d'un certain rang de se livrer à des excursions, voire de séjourner dans une seconde résidence, ou de voyager, alors que son époux est retenu par des affaires ou d'autres occupations. Lord Byron, fin janvier 1818, fait la connaissance de Teresa Guiccioli et la fréquente assidument, à partir d'avril 1819, au vu et su de son époux et de la famille de Teresa, née Gamba. Byron accompagnera Teresa lors de séjours à Mira, ville proche de Venise puis à Ravenne, s’installant même chez son mari. Il décrit dans le détail son rôle : « Je plie un châle avec une dextérité considérable — mais je n’ai pas encore atteint la perfection dans la manière de le placer sur les épaules — je fais monter et descendre de voiture, je sais me tenir dans une conversazione — et au théâtre. »
Les sigisbées sont notamment mis en scène par Goldoni dans La Veuve rusée (1749), qui relève : « je m'attendais à des murmures, à des plaintes ; mais au contraire les femmes sages riaient des femmes galantes… ». Et Isabelle Henry, dans son Dumouriez, général de la Révolution (1739-1823), remarque : « Toutes les journées se passent à accompagner la belle sans la quitter : à la messe, puisqu'il faut se montrer galant même dans cet endroit de prière, lui soutenir le bras dans les rues, l'accompagner dans les salons, lui faire bonne conversation. Si par mégarde un mari découvre que le chevalier servant de sa femme se laisse aller à un peu de dévergondage, il ne s'en offusque pas, trop heureux qu'un autre entoure sa femme, et lui procure des attentions légères que lui-même prodigue à d'autres. »
Ludwig Friedlænder, dans le livre V (« Les Femmes ») de ses Mœurs romaines, du règne d'Auguste à la fin des Antonins, remarque que Martial avait déjà observé des sigisbées dans l'entourage d'épouses fortunées. Ils font, en quelque sorte, partie de la dot de l'épousée.
Le terme de « sigisbée » est parfois synonyme de gigolo ou de rastaquouère lorsque l'épouse, devenue veuve, peut congédier son sigisbée (ou que celui-ci, s'il est bien né, l'épouse) et choisir librement un jeune homme de belle prestance mais peu fortuné.